# Gâscă de India
Gâsca de India (Anser indicus) este o gâscă care se înmulțește în Asia Centrală în colonii de mii de exemplare în apropierea lacurilor de munte și iernează în Asia de Sud, până la sud de India peninsulară. Ea depune între trei și opt ouă într-un cuib la sol. Este cunoscută pentru altitudinile extreme pe care le atinge atunci când migrează prin Himalaya.
Gâsca de India este una păsări care zboară la cele mai înalte înălțimi, ea fiind auzită zburând peste Muntele Makalu – al cincilea munte ca înălțime de pe Pământ la 8.481 m – și aparent văzută peste Muntele Everest – 8.848 m – deși acesta este un raport neverificat. Această migrație solicitantă a nedumerit mult timp naturaliștii: „trebuie să existe o explicație bună pentru motivul pentru care păsările zboară la altitudini extreme... mai ales că există treceri prin Himalaya la altitudini mai mici, care sunt folosite de alte specii de păsări migratoare”. De fapt, gâștele nu au fost urmărite direct (folosind GPS sau tehnologia de înregistrare prin satelit) pentru mult timp zburând la altitudini mai mari de 6.540 de metri, iar acum se crede că ele folosesc trecerile înalte prin munți.
Migrația dificilă spre nord din zonele joase ale Indiei pentru a se reproduce vara pe platoul tibetan se realizează în etape, zborul peste Himalaya (de la nivelul mării) fiind efectuat fără oprire în doar șapte ore. În 2011 a fost publicat un studiu din care rezultă că ele au cele mai mari viteze de zbor în ascensiune înregistrate vreodată pentru o pasăre și mențin aceste viteze de ascensiune ore în șir.
Studiul din 2011 a constatat că gâștele ating o altitudine maximă de aproximativ 6.400 m. Într-un studiu din 2012 care a observat 91 de gâște și le-a urmărit rutele de migrație, s-a stabilit că gâștele au petrecut 95% din timp sub 5.784 m, alegând să urmeze un traseu mai lung prin Himalaya pentru a utiliza văile și trecătorile de altitudine mai joasă. Doar 10 dintre gâștele marcate au fost înregistrate vreodată deasupra acestei altitudini și doar una a depășit 6.500 m, ajungând la 7.290 m. Toate aceste zboruri la mare altitudine, cu excepția unuia, au fost înregistrate noaptea, care, împreună cu dimineața devreme, este cel mai frecvent moment al zilei pentru migrația gâștelor. Aerul mai rece și mai dens din aceste perioade poate fi echivalent cu o altitudine cu sute de metri mai mică. Autorii acestor două studii bănuiesc că poveștile despre gâștele care zboară la 8.000 m sunt apocrife.

## Galerie

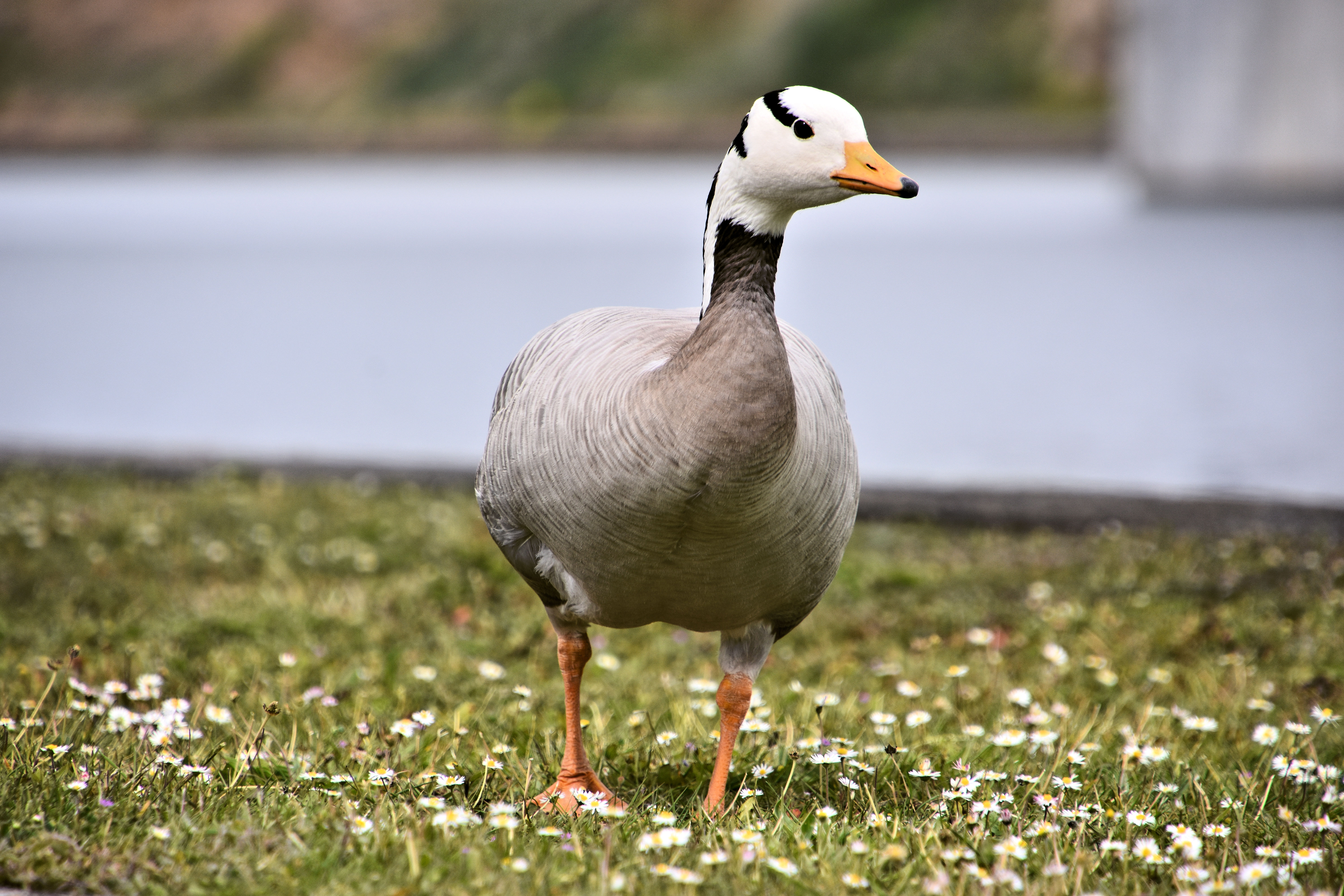
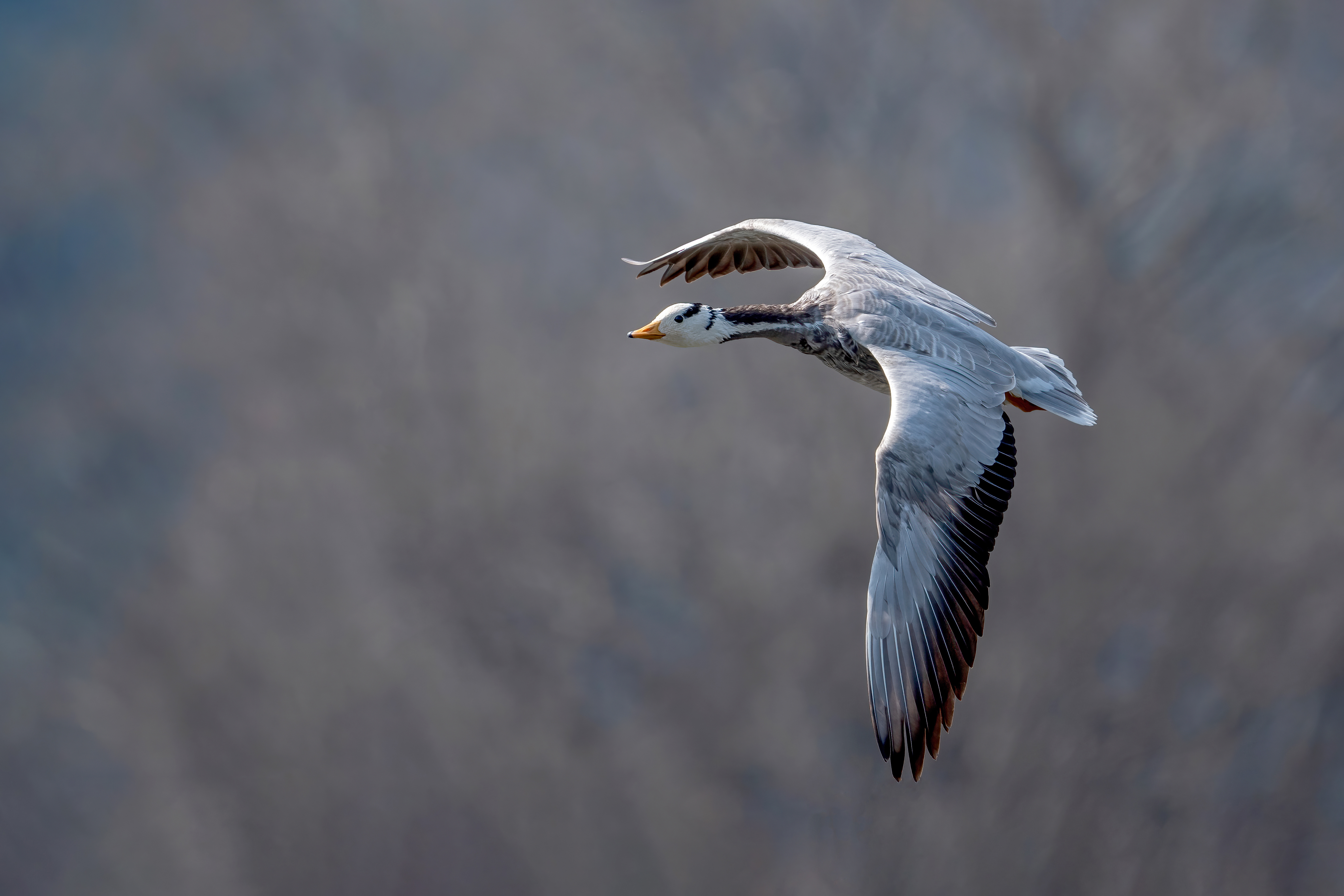
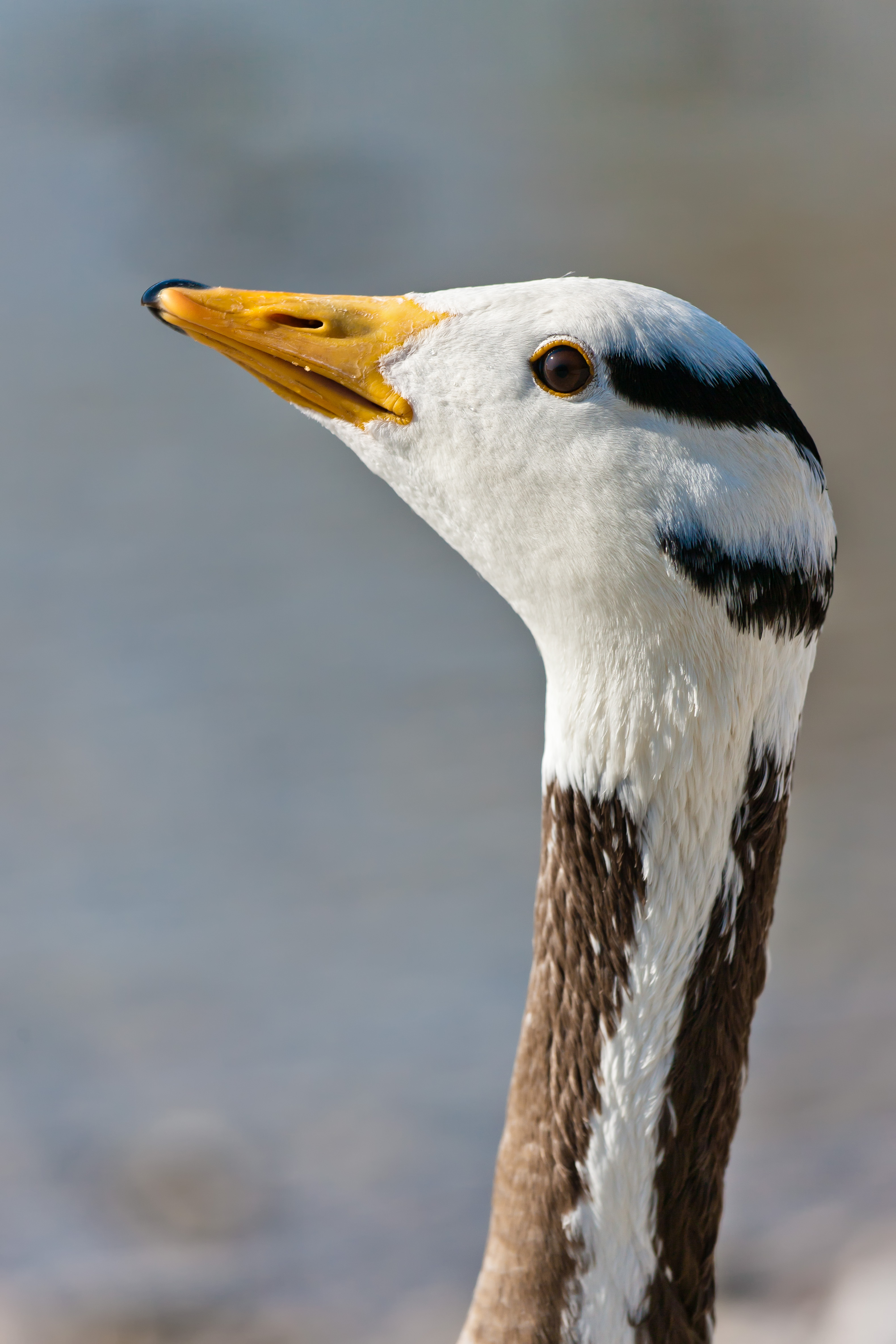
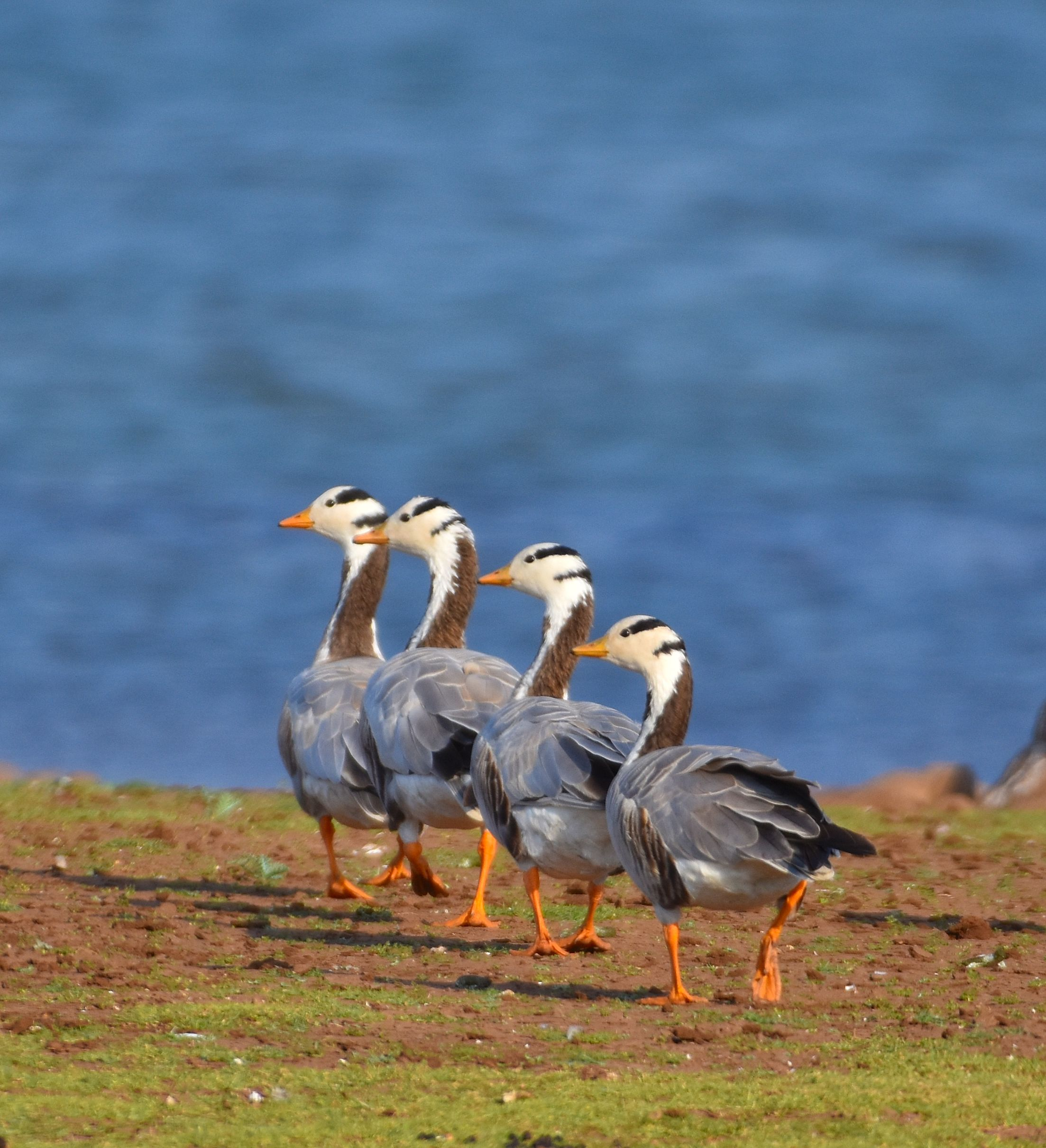